# Беларусь (станция)
 «Белару́сь» (бел. Беларусь) — железнодорожная станция, расположенная в Минском районе Минской области Белоруссии между платформами Зелёное и Хмелевка. Станция является одной из конечных для пригородных поездов на данном участке.
Станция расположена в городе Заславль на реке Свислочь при впадении её в Заславское водохранилище.

## История
История станции Беларусь начинается с 1891 года. Именно тогда на Либаво-Роменская железной дороге было открыто несколько раздельных пунктов, в том числе платформа Заславль.
С 1 сентября 1896 года совет по железнодорожным делам переименовал платформу Заславль в полустанцию и присвоил имя Изяславль в честь сына Рогнеды и князя Полоцкого Изяслава.
В июле 1919 года Изяславль и ряд других городов Белоруссии были оккупированы польскими войсками. В июле 1920 года они при отступлении разрушили большую часть железнодорожных путей и сооружений.
29 января 1926 года станция Изяславль Западных железных дорог была переименована в станцию Беларусь.
С февраля 1964 года началось регулярное движение электропоездов Минск-Олехновичи.

## Стоимость проезда
Станция Беларусь находится в 26 километрах от станции Минск-Пассажирский.
- Стоимость проезда на обычной электричке от станции Минск-Пассажирский составляет 1 рубль 9 копеек, от станции Молодечно — 1 рубль 96 копеек [3].
- Стоимость проезда на городских линиях составляет 1 рубль 73 копейки, независимо от станции назначения на участке Минск-Беларусь.[3]

## В пути
Время в пути от станции Минск-Пассажирский со всеми остановками 31 — 38 минут электричкой (34-35 минут поездами городских линий) .

## Поезда дальнего следования
| № поезда | Маршрут движения | Время стоянки | Время прибытия и отправления |
| -------- | ---------------- | ------------- | ---------------------------- |
| 625      | Минск — Витебск  | 2 минуты      | 21:56 — 21:58                |
| 626      | Витебск — Минск  | 2 минуты      | 5:56 — 5:58                  |